# 氣旋尼蘭
強烈熱帶氣旋尼蘭（英語：Severe Tropical Cyclone Niran）是2020－2021年澳洲地区熱帶氣旋季的第六場熱帶氣旋和第二場強熱帶氣旋，尼蘭也是2020－2021年南太平洋熱帶氣旋季的第三場強熱帶氣旋。

## 氣象歷史
2021年2月27日，一熱帶低氣壓生成于珊瑚海海域，在抵达澳大利亞昆士蘭近海的过程中強度增強。3月5日，尼蘭于澳大利亞近海處形成五級熱帶氣旋。不久，尼蘭開始眼牆置换循環。由于受到風切變的影响，導致尼蘭的強度於3月6日白天有所減弱。此後，隨著風切變化進一步增強，尼然強度繼續減弱，並於3月6日晚减弱为溫帶氣旋。兩天後，尼蘭消散。

## 影響
強熱帶氣旋尼蘭導致新喀里多尼亞有兩人受傷，无人喪生；許多房屋的屋頂和基礎設施遭到破壞，總共有近70,000人受到斷電影響；多條道路無法通行等。該地區總經濟損失達到2億美元。